# Willem van Leusden

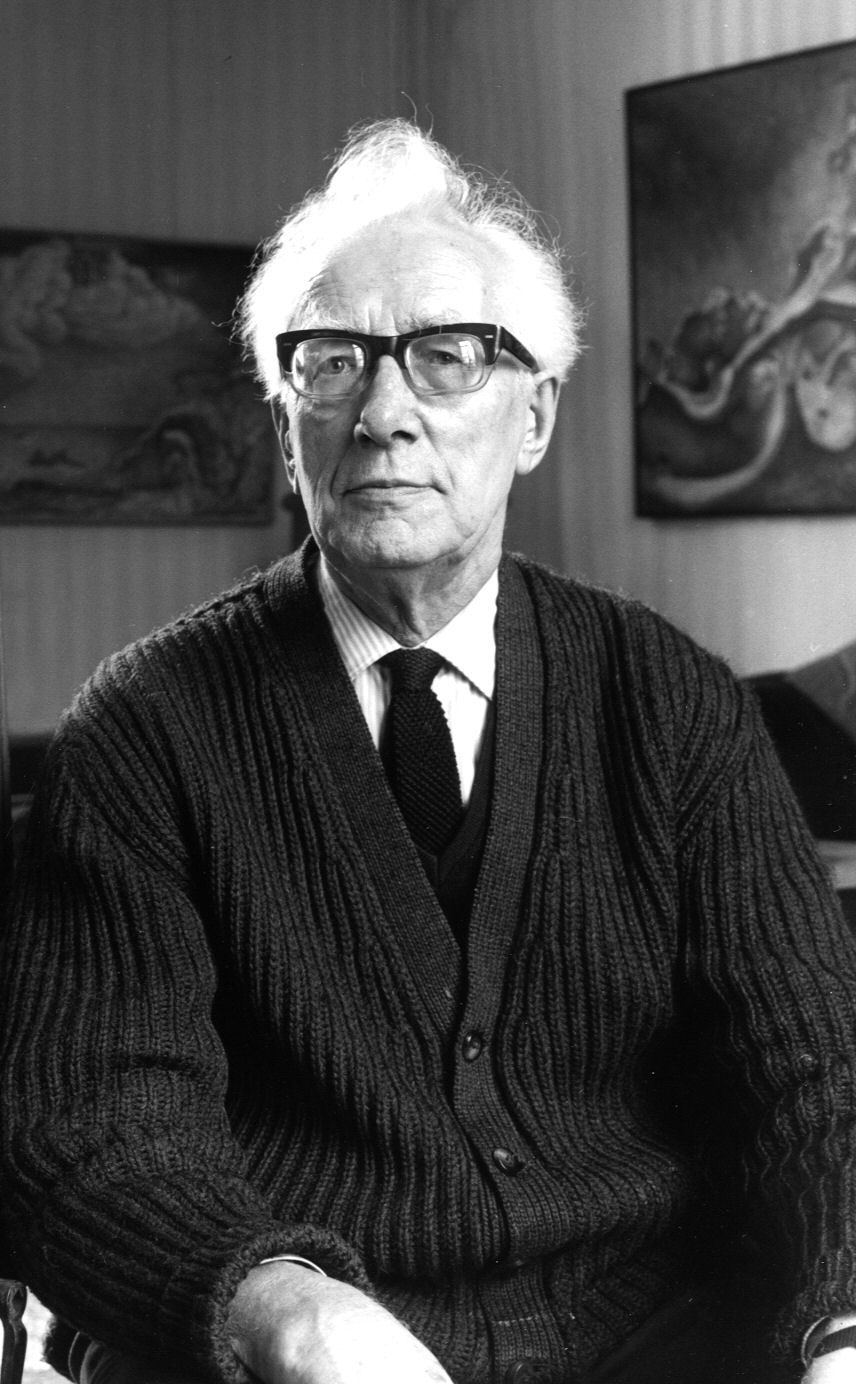
Willem van Leusden in 1967

Willem van Leusden (Utrecht, 25 september 1886 - aldaar, 8 maart 1974) was een schilder die in Utrecht en vanaf zijn 23ste in Maarsseveen woonde.
Van Leusden volgde zijn opleiding aan de Koninklijke Academie van Beeldende Kunsten in Den Haag en de Rijksakademie in Amsterdam. Hij verwierf gedurende drie jaar de koninklijke subsidie voor jonge kunstenaars.
Hij was verbonden aan de Burgeravondschool waar hij tekenles aan jongens gaf.
In zijn vrije werk maakte hij een ontwikkeling door van realistisch, via abstracte schilderijen en meubelen die in de traditie van De Stijl passen, tot surrealistisch werk. Van Leusden bekwaamde zich ook in verschillende ets- en graveertechnieken. Met de kunstenaars Jopie Moesman en Willem Wagenaar vormde hij de kern van de groep surrealisten die in de periode 1930 tot 1950 in Utrecht actief waren. Ook was hij lid van het grafisch gezelschap De Luis.
In grafische vakkringen verwierf hij grote bekendheid door zijn onderzoek naar de grafische techniek van Hercules Seghers. Na lang aandringen publiceerde hij daarover in 1960 zijn bevindingen.
Willem van Leusden overleed in het Utrechtse ziekenhuis Oudenrijn.